# Cola di Rienzo
Cola di Rienzo, al secolo Nicola di Lorenzo Gabrini o in romanesco medievale Cola de Rienzi (Roma, 1313 – Roma, 8 ottobre 1354), è stato un politico e militare italiano. È rimasto nella storia perché, nel tardo medioevo, tentò di instaurare nella città di Roma straziata dai conflitti tra il popolo e i baroni una forma di comune. In omaggio alla storia antica della città e per ricollegarsi ad essa si autodefiniva "l'ultimo dei tribuni del popolo".

## Biografia

### Gli inizi

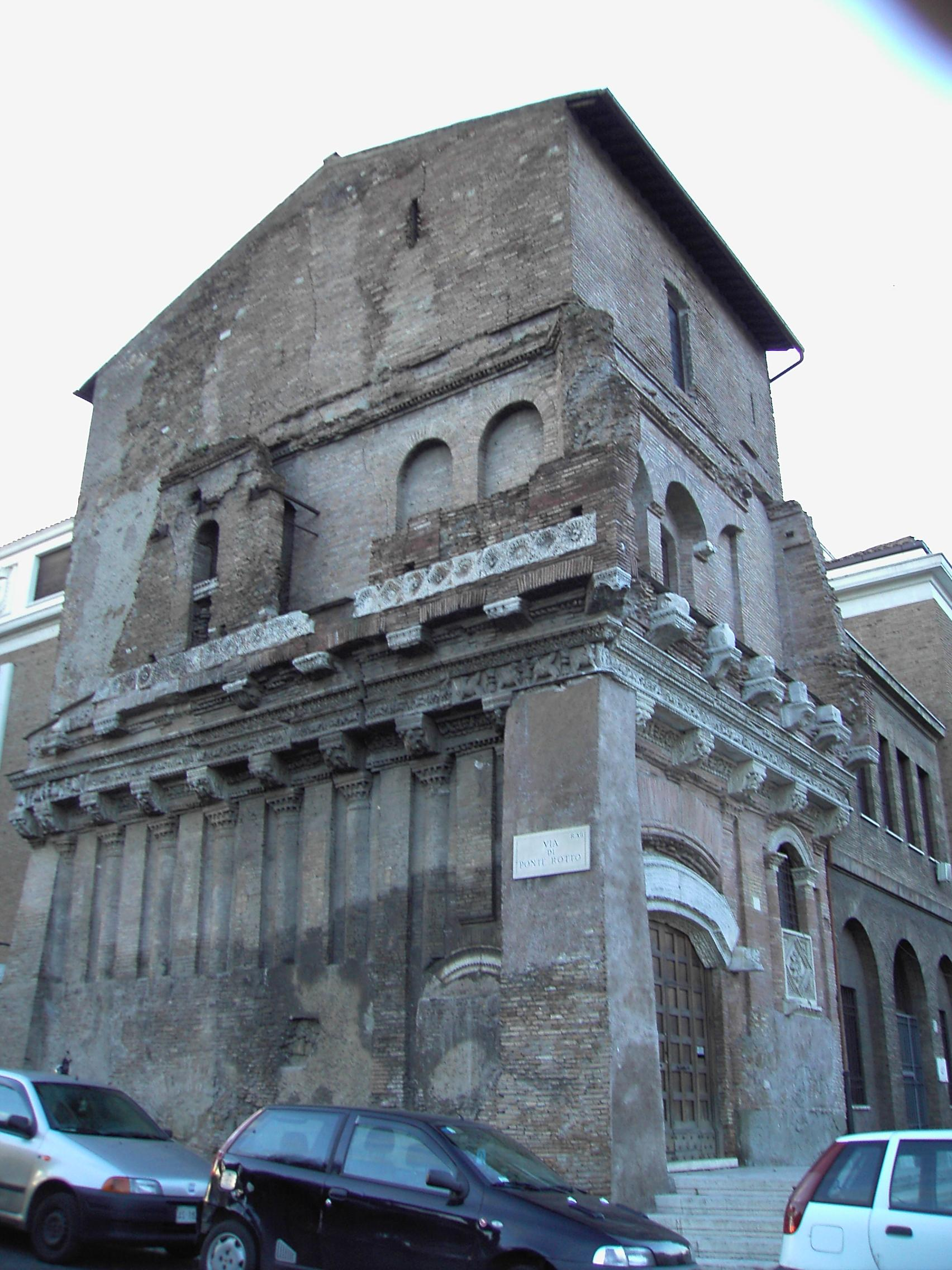
Tor Crescenzia, tradizionalmente identificata come la casa di Cola di Rienzo.

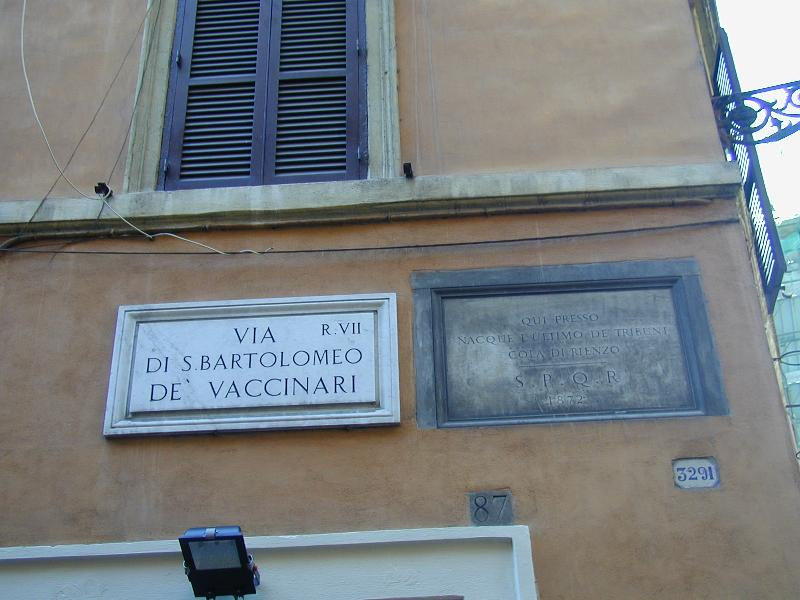
Targa sulla casa ove nacque Cola: "QUI PRESSO / NACQUE L'ULTIMO DE TRIBUNI / COLA DI RIENZO / SPQR / 1872".

Era nato nel rione Regola, figlio di un taverniere e di una Maddalena «la quale visse de lavare panni e acqua portare», in una casa davanti a Ponte Rotto, «canto fiume, fra li mulinari» (i mulini sul Tevere hanno funzionato fino alla costruzione dei muraglioni del Tevere), dunque di condizione assai modesta. Pasquale Adinolfi tuttavia nella descrizione del Rione Arenula fornisce maggiori dettagli sul luogo di origine del tribuno posto presso il Monte dei Cenci, il Tempio dei Giudei, i molini e il Tevere.
Luigi Torelli, nei suoi Secoli agostiniani (Bologna, 1659-1686), lo cita come "Nicola di Lorenzo, detto però volgarmente Cola di Renzo di Casa Gabrini, come vuole il Bovio".
Si mostrò fin da giovanissimo, oltre che di bell'aspetto, d'intelligenza assai vivace, e appassionato dell'antichità in mezzo ai cui ruderi viveva: «Tutta dìe se speculava nelli intagli de marmo li quali iaccio intorno a Roma. Non era aitri che esso, che sapessi leiere li antiqui pataffi. Tutte scritture antiche vulgarizzava. Queste figure de marmo iustamente interpretava». Morta la madre, fu trasferito ad Anagni, a circa 75 km da Roma, presso dei parenti contadini, dove oltre allo svolgimento della pratica agricola, poté dedicarsi allo studio delle lettere e del latino. Visse ad Anagni per 13 anni, da quando aveva sette anni fino ai venti anni. Fece ritorno a Roma in seguito alla morte del padre.
Ottimo oratore, divenne notaio, e in questa veste fu mandato ad Avignone alla corte papale come ambasciatore del governo popolare di Roma, detto dei «Tredici buoni uomini», presso papa Clemente VI. 
Il papa lo apprezzò molto ed egli colse l'occasione di questa familiarità per lamentare i soprusi dei baroni romani («lli baroni de Roma so derobatori de strada: essi consiento li omicidii, le robbarie, li adulterii, onne male; essi voco che la loro citate iaccia desolata.»), attirandosi così le ire del cardinale Giovanni Colonna.
Tornò tuttavia a Roma nel 1344 con l'incarico di notaio della Camera Apostolica, istituzione dello Stato pontificio che attraverso i suoi componenti - camerlengo, tesoriere, commissario, chierici di camera e altri - amministrava le finanze e osservava le competenze legislative e giudiziarie.

### La campagna mediatica: gli affreschi
Ora aveva diritto di parlare pubblicamente nel palazzo senatorio, e cominciò con l'ammonire «li officiali e li rettori che dovessino provvedere allo buono stato della citate».
Per farsi comprendere anche dai ceti più poveri della città, fece dipingere sul Campidoglio, vòlto verso il mercato in modo che tutti lo vedessero, un grande affresco dove si vedeva un mare tempestoso: in mezzo c'era Roma, dolente e vestita a lutto, e circondata da altre donne già morte che rappresentavano le antiche città potenti e cadute: Babilonia, Cartagine, Troia, Gerusalemme. A sinistra, su due isolette, l'Italia e le virtù cardinali, tristi e spaventate. A destra, su un'altra isoletta, la Fede cristiana che pregava: «O summo patre, duca e signor mio, se Roma père dove starraio io?». A minacciarla, sullo stesso lato, vari piani di animali: leoni, lupi e orsi a rappresentare i baroni; cani, porci e caprioli a rappresentare i loro clienti; pecoroni, draghi e volpi a rappresentare i popolari intenti, all'ombra dei precedenti, ai propri affari ingiusti.
A beneficio di chi sapeva leggere, tutte le figure avevano il loro cartiglio, a mo' di fumetto moderno. Il popolo, riferisce il cronista, guardava e stupiva.
In Laterano ritrovò poi, utilizzata come tavola d'altare, la lex de imperio Vespasiani, nella quale il Senato romano investiva Vespasiano del potere imperiale. Cola la pubblicò installandola al centro di un altro affresco che rappresentava il Senato romano e convocando in Laterano una grande assemblea dei potenti di Roma, a cui la lesse, intendendo con ciò sostenere che dovevano essere i romani a conferire il potere all'imperatore.
Il successivo exploit iconografico fu un terzo affresco fatto eseguire nella chiesa di Sant'Angelo in Pescheria, dove erano rappresentati sulla sinistra una gran fiamma quasi infernale nella quale ardevano nobili e popolari, e Roma nella figura di una vecchia donna che cercava di scampare al fuoco. Sulla destra, in cima all'altissimo campanile di una chiesa da cui usciva l'Agnello, stavano San Pietro e San Paolo che invocavano salvezza «alla albergatrice nostra». Una colomba portava una corona di mortella e la passava ad un uccellino assai piccolo per mandarla, in segno di salvezza, all'antica donna.

### L'ascesa al Campidoglio
La città pativa intanto, da molto tempo, grandi violenze e miserie:
I ragionamenti di Cola sul bisogno di sollevare la città dalla prepotenza dei baroni e dalla miseria che ne nasceva fecero breccia in un gruppo di cittadini che si erano riuniti a discutere con lui in un monastero sull'Aventino, forse Sant'Alessio. Lo stesso vicario pontificio, Raymond de Chameyrac, consentiva. Alla fine di aprile del 1347 Cola di Rienzo salì al Campidoglio con un centinaio di uomini di scorta, preceduto da tre gonfaloni che rappresentavano:
- il primo, rosso a lettere d'oro, Roma seduta tra due leoni con il mondo in una mano e la palma della vittoria nell'altra;
- il secondo, bianco, rappresentava San Paolo con la corona della giustizia e la spada in mano;
- il terzo, San Pietro, "con le chiavi della concordia e della pace".

Il popolo andò ad ascoltare, e Cola proclamò i suoi ordinamenti dello buono stato.

### Il programma dell'ordinamento cittadino

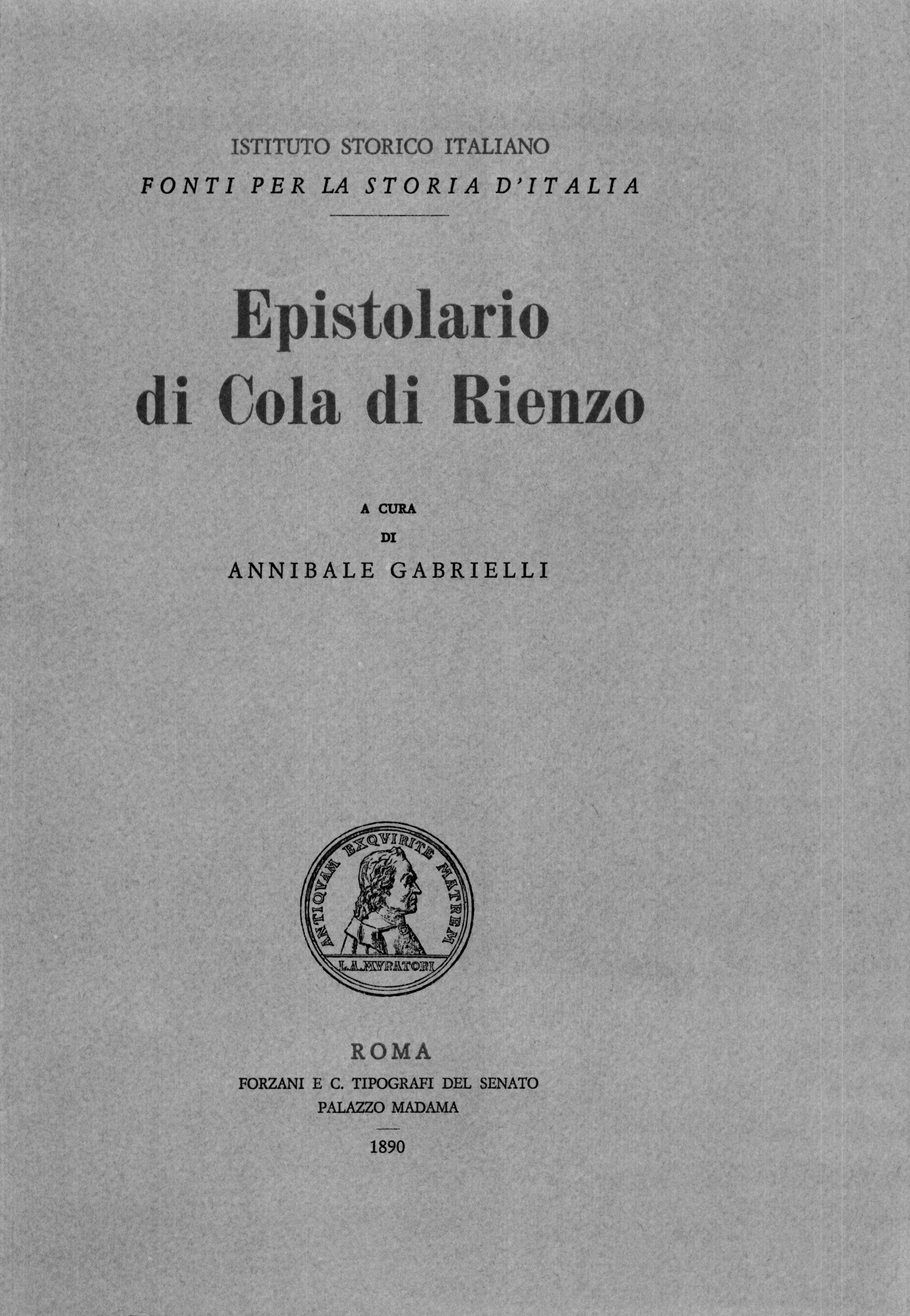
Frontespizio delle Lettere e carteggi.

L'obiettivo di Cola era fare anche di Roma, nonostante fosse sede del papa e teoricamente anche dell'imperatore, un Comune dotato di propri ordinamenti e risorse, governato da rappresentanti del popolo di Roma, animato dalla memoria della sua grandezza.
Gli ordinamenti prevedevano quindi un sistema di regole finalizzato a:
- limitare la violenza privata (applicando la legge del taglione per l'omicidio, chiunque ne fosse l'autore; infliggendo al propugnatore di false accuse la pena che questi reclamava per il calunniato; istituendo milizie rionali mantenute a spese pubbliche, e guardie pubbliche per la sicurezza dei mercanti);
- destinare le risorse pubbliche al sostegno dei cittadini (aiuti ad orfane, vedove, monasteri; granai pubblici ai quali ricorrere in caso di bisogno; divieto di demolizione degli antichi edifici, che dovevano essere conferiti al Comune);
- stabilire nuovi rapporti politici con i baroni e con le città vicine (che essi tenevano infeudate):
  - «che lle rocche romane, li ponti, le porte e lle fortezze non deiano essere guardate per alcuno barone, se non per lo rettore dello puopolo»;
  - «che nullo nobile pozza avere alcuna fortellezze»;
  - «che li baroni deiano tenere le strade secure e non recipere li ladroni e li malefattori»;
  - «che lle citate e lle terre, le quale staco nello destretto della citate de Roma, aiano lo reimento dello puopolo de Roma».

Questo programma di governo era l'esatto contrario di quanto concretamente accadeva, ed entusiasmò il popolo, che conferì a Cola la signoria del comune (associandogli tuttavia il rappresentante del papa).

### Il conflitto con i baroni
La prima reazione dei baroni fu rabbiosa: Stefano Colonna, che l'editto di Cola aveva sorpreso a Corneto, tornò precipitosamente a Roma a stracciarlo pubblicamente proclamando «io lo farraio iettare dalle finiestre de Campituoglio!».
Il popolo però, richiamato dalle campane a stormo, intervenne con furore e mise in fuga il Colonna, e anzi, il giorno dopo Cola comandò che i baroni si ritirassero nei loro castelli fuori città abbandonando i ponti che occupavano, e così fu fatto. Dopodiché, Cola fece giustizia sommaria dei loro uomini trovati in città e che si erano resi protagonisti di violenza, facendosi poi nominare «Tribuno del popolo romano» (l'altro era il vicario papale).
I baroni tentarono allora di organizzare una congiura contro il tribuno, ma a causa delle risse e dei dissensi all'interno del gruppo non riuscirono ad accordarsi contro il nemico comune. Forse preoccupati per la piega presa dalla situazione, ma soprattutto convinti, ognuno, di poter avere personalmente ragione di Cola in danno dei propri pari, vennero invece, uno per volta, ad arrenderglisi, accettando di giurare sul Vangelo fedeltà al Tribuno e ai Romani. Per primo arrivò Stefano Colonna, poi Rinaldo Orsini, poi Giovanni Colonna, poi gli Orsini di Monte Giordano, e infine anche Francesco Savelli, nel cui territorio Cola era nato, e al quale doveva quindi particolare soggezione.

### La rinascita della città
Cominciò allora un breve periodo in cui sembrò che Roma, partendo dalla memoria dell'antica grandezza, potesse sviluppare una civiltà comunale: le classi che allora rappresentavano la modernità e altrove conducevano le città fuori dal Medioevo – giudici, notai, mercanti – vennero a giurare fedeltà al nuovo Comune; in Campidoglio si amministrava una giustizia equa, severa contro i baroni ma anche contro i popolani che avessero approfittato del proprio ufficio; i vessatori fuggivano dalla città.
L'Anonimo romano ne riferisce, nella sua Cronica scritta poco dopo i fatti, con commosso entusiasmo:
Tutta Roma, compresa la maggior parte dei nobili, mostrava a Cola grande rispetto e attaccamento e pagava al Comune senza protestare i tributi prima prelevati dai signori feudali. Non mancarono guerre, ai pochi che non volevano assoggettarsi come il signore di Viterbo, con i quali Cola, forte della propria armata e della propria fama, concluse una pace equa. Cola intraprese anche una sua politica estera, mandando messi per l'Italia a città e nobili, all'Imperatore e al Papa, ad annunciare la nuova Roma. I messi venivano onorati ed assai bene accolti, ambascerie arrivavano da tutta l'Italia centrale e fino da Venezia, da Milano e dalla Puglia, e c'era chi veniva a Roma a chiedergli giustizia fin da Perugia e dalla Toscana.

### La caduta
Poi l'incantesimo si ruppe: in Cola il sentimento della grandezza, di Roma e sua propria, cominciò a sconfinare nel delirio. Si proclamò cavaliere, nel battistero di San Giovanni, tra grandi festeggiamenti e proclamazioni (che cominciavano a suscitare resistenze e mormorii). Poi, in Campidoglio, fece arrestare i Colonna e gli Orsini che lo avevano sostenuto minacciandoli di esecuzione. Per quella volta fu convinto a soprassedere, ma quelli ripararono nei loro castelli e i Colonna da Marino cominciarono a fare scorrerie contro Roma.
Cola prima devastò le loro terre, poi li sconfisse nella battaglia di Porta San Lorenzo (20 novembre 1347). Ma intanto la sua mente svaniva: si convertì in tiranno, si abbandonò al lusso e alla gola e spesso non faceva parlamento per la paura che aveva dello furore dello puopolo. Il legato pontificio lo abbandonò, i baroni rialzarono la testa, il popolo non accorse più alle scampanate. Spaventato a morte e dicendosi vittima dell'invidia («Ora nello settimo mese descenno de mio dominio»), Cola si rifugiò a Castel Sant'Angelo, mentre il legato lo dichiarava eretico e nominava nuovi senatori.

### Il ritorno e la morte ignominiosa
Cola riuscì a fuggire da Roma, travestito da frate, rifugiandosi prima in Boemia presso il re Carlo IV (1346-1378), dove riprese la vita di studioso ed ebbe grandi onori, poi, contro l'opinione generale, decise di andare a presentarsi al papa in Avignone. Il papa era allora Innocenzo VI, che prima imprigionò blandamente Cola, poi lo esaminò, riconobbe che non era eretico e si convinse a revocare il suo processo e a rimandarlo a Roma, con il cardinale di Spagna Egidio Albornoz, suo legato: «Cola de Rienzi con questo legato iessìo de Avignone purgato, benedetto e assoluto». Era il 24 settembre 1353.
Durante il viaggio verso Roma fu fatto segno a grandi manifestazioni di meraviglia per essere scampato e, almeno a parole, di consenso politico. Ma il potere chiede denaro. A Perugia il legato non sborsò uno scudo, ma nominò Cola senatore e lo autorizzò a rientrare a Roma. Cola riuscì con qualche fatica a farsi finanziare il viaggio e una compagnia di qualche centinaio di armati, fra mercenari tedeschi e cittadini di Perugia, da Arimbaldo de Narba, perugino, che aveva convinto di poter diventare, con lui, signore di Roma ("lo fantastico piace allo fantastico", chiosa l'Anonimo).
Arrivato a Roma, il popolo gli uscì incontro con grande cordialità, mentre «li potienti stavano alla guattata», e lo accompagnò festoso da porta Castello fino al Campidoglio, ascoltò entusiasta il suo discorso - tuttavia alla fine delle cerimonie di rientro «non fu chi li proferissi uno povero magnare.» Presto però si vide che l'uomo, pur mantenendo la sua grande abilità oratoria, era diventato un grasso ubriacone incline a straparlare, assetato di vendetta contro chi lo aveva scacciato da Roma, traditore per giunta, giacché fece condannare i suoi sostenitori perugini per confiscarne i beni, e, costretto com'era a procurarsi denaro per mantenere i suoi soldati, anche esoso.
Le nuove gabelle che infliggeva lo resero presto inviso. L'8 ottobre 1354, un suo capitano che aveva destituito sollevò il popolo e lo condusse sul Campidoglio. Là Cola, abbandonato da tutti i suoi, tentò per l'ultima volta di arringare i romani, che risposero dando fuoco alle porte. Cola allora cercò di scampare travestendosi da popolano pezzente, alterando anche la voce. Ma fu riconosciuto dai braccialetti che non si era tolto («Erano 'naorati: non pareva opera de riballo»), smascherato e condotto in una sala per essere giudicato:
«Là addutto, fu fatto uno silenzio. Nullo uomo era ardito toccarelo», finché un popolano «impuinao mano ad uno stocco e deoli nello ventre.»
Gli altri seguirono, ad infierire, ma Cola era già morto. Il cadavere fu trascinato fino a San Marcello in via Lata, di fronte alle case dei Colonna, e lì lasciato appeso per due giorni e una notte. Il terzo giorno fu trascinato a Ripetta, presso il Mausoleo di Augusto, che era sempre un territorio dei Colonna, lì bruciato (commenta l'Anonimo: «Era grasso. Per la moita grassezza da sé ardeva volentieri»), e le ceneri disperse.
L'esperimento politico di Cola fu ripreso, tra il 1357 ed il 1359, a Pavia dal frate Iacopo Bussolari, che scacciò dalla città i Beccaria, allora signori della città, e instaurò un governo repubblicano adottando misure molto simili a quelle fatte da Cola a Roma. Tuttavia, nel giro di pochi anni Pavia, assediata a lungo dalle soverchianti forze viscontee, dovette arrendersi ed il governo repubblicano cessò.

## La memoria
Benché non fosse mai stato anticlericale, ma anzi avesse sempre accuratamente coltivato il sostegno papale alle proprie imprese, la figura di Cola di Rienzo fu assai cara all'immaginario risorgimentale e massone, che ne fece l'eroe antesignano di un risorgimento di Roma rimasto incompiuto. Alla sua figura il compositore Richard Wagner dedicò l'opera lirica Rienzi, l'ultimo dei tribuni.
A lui furono dedicate nel 1872 una lapide nei pressi della casa di nascita a San Bartolomeo dei Vaccinari, e nel 1887 un monumento sulla Cordonata del Campidoglio, il cui basamento, formato da un insieme di frammenti architettonici di epoca romana, e importante almeno quanto la figura, rappresenta appunto il sogno di Cola di ripristino dell'antica gloria di Roma.
Gli furono inoltre intitolati nel 1889 il principale rettifilo e nel 1914 una piazza nell'allora nuovissimo  rione Prati, destinato a ospitare le prestigiose abitazioni dei funzionari dello Stato umbertino. La strada, lunga circa 1,5 km, fu inaugurata nel 1911 e congiunge piazza della Libertà, sul Lungotevere, con piazza del Risorgimento, a ridosso delle mura vaticane.